# Milano-Vignola 1995
La Milano-Vignola 1995, quarantatreesima edizione della corsa, si svolse il 9 settembre 1995 per un percorso totale di 190 km. Fu vinta dall'italiano Angelo Canzonieri che terminò la gara in 4h47'46".

## Ordine d'arrivo (Top 10)
| Pos. | Corridore          | Squadra       | Tempo    |
| ---- | ------------------ | ------------- | -------- |
| 1    | Angelo Canzonieri  | Mercatone Uno | 4h47'46" |
| 2    | Angelo Lecchi      | Brescialat    | s.t.     |
| 3    | Alessio Barbagli   | Navigare      | s.t.     |
| 4    | Franco Ballerini   | Mapei-GB      | s.t.     |
| 5    | Stefano Colagè     | ZG Mobili     | s.t.     |
| 6    | Gianni Faresin     | Lampre        | s.t.     |
| 7    | Roberto Caruso     | ZG Mobili     | s.t.     |
| 8    | Paolo Lanfranchi   | Brescialat    | s.t.     |
| 9    | Gabriele Missaglia | Brescialat    | s.t.     |
| 10   | Roberto Dal Sie    | Aki-Gipiemme  | s.t.     |